# Cillier Zeitung
Die Cillier Zeitung war eine deutschsprachige Zeitung, die von 1876 bis 1937 in Celje (dt. Cilli) in Österreich-Ungarn und später im Königreich Jugoslawien erschienen ist.

## Geschichte
Sie gilt als die bedeutendste Zeitung in deutscher Sprache in der Untersteiermark und setzte das kurzzeitig im Jahr 1848 erscheinende Blatt gleichen Namens fort. Ebenso wie die Marburger Zeitung gab die Redaktion ihre zunächst liberale politische Ausrichtung auf und vertrat ab den 1880er Jahren einen deutschnationalen Kurs, der sich u. a. in Angriffen gegen die Linken im Wiener Reichsrat äußerte. Von 1883 bis 1919 erschien die Zeitung unter dem Titel Deutsche Wacht. Sie unterstützte die Personalunion mit dem Königreich Ungarn, setzte sich für eine stärkere wirtschaftliche Bindung an das Deutsche Reich ein und propagierte Reformen zugunsten der Bauern und Handwerker. Die Cillier Zeitung nahm auch eine wichtige kulturelle Rolle für das Leben der deutschsprachigen Bevölkerung ein, die in Cilli bis zum Ersten Weltkrieg in der Mehrheit war. In der Zeitung wurden u. a. Beiträge der aus Cilli stammenden Schriftstellerinnen Alma Karlin und Anna Wambrechtsamer veröffentlicht. Nach der Umbenennung 1929 in Deutsche Zeitung erhielt das Blatt in den 1930er Jahren bis zu seiner Einstellung eine nationalsozialistische Prägung.